# Conferencia Oeste (NHL)
La Conferencia Oeste  de la NHL está compuesta por 16 equipos y organizada en dos divisiones. 
Al campeón de la Conferencia Oeste se le entrega el trofeo Clarence S. Campbell Bowl y además gana la posibilidad de disputar la Stanley Cup contra el ganador de la Conferencia Este y de esta forma definir al campeón de la NHL.
| División Central Chicago Blackhawks Colorado Avalanche Dallas Stars Minnesota Wild Nashville Predators St. Louis Blues Winnipeg Jets | División Pacífico Anaheim Ducks Arizona Coyotes Calgary Flames Edmonton Oilers Los Angeles Kings San Jose Sharks Vancouver Canucks Vegas Golden Knights Seattle Kraken |

## Ganadores del trofeo Clarence S. Campbell Bowl
Un asterisco (*) denota un equipo que ya no está en este conferencia.
| Títulos | Equipo                         |
| ------- | ------------------------------ |
| 7       | Chicago Blackhawks             |
| 7       | Edmonton Oilers                |
| 6       | Detroit Red Wings*             |
| 6       | Philadelphia Flyers*           |
| 4       | Minnesota/Dallas (North) Stars |
| 3       | Calgary Flames                 |
| 3       | Los Angeles Kings              |
| 3       | New York Islanders*            |
| 3       | Vancouver Canucks              |
| 3       | St. Louis Blues                |
| 2       | Anaheim (Mighty) Ducks         |
| 2       | Colorado Avalanche             |
| 1       | Nashville Predators            |
| 1       | San Jose Sharks                |
| 1       | Vegas Golden Knights           |

## Conferencias y Divisiones
- Conferencia Oeste
  - División Central
  - División Pacífico

- Conferencia Este
  - División Atlántico
  - División Metropolitana